# Шапиро, Моррис
Моррис Абрахам Шапиро (англ. Morris Abraham Schapiro; 9 апреля 1903 — 23 декабря 1996, Нью-Йорк) — американский шахматист, инвестиционный банкир.
Моррис Шапиро родился в Литве. В 1907 году его семья переехала в США. Они жили в Браунсвилле и Флэтбуше частях Бруклина. Его отец работал оптовым продавцом бумаги и такелажа, несмотря на это он писал статьи на философские темы.
В школе Моррис хорошо разбирался в математике и латыни. В свободное время занимался шахматами. В 16 лет поступил в Колумбийский университет на Пулитцеровскую стипендию. В составе университетской шахматной команды четырежды побеждал на национальных чемпионатах. Успешно окончил университет в 1925 году с учёной степенью инженера.

## Семья
- Мейер — младший брат — американский историк и теоретик искусства, художественный критик.
- Алма Бинион Кан (англ. Alma Binion Cahn; 1906—1987) — жена (были женаты 58 лет) — художник.
  - Линда — дочь.
  - Дэниел — сын.

## Спортивные достижения
| Год  | Город | Турнир                    | + | − | = | Результат | Место |
| ---- | ----- | ------------------------- | - | - | - | --------- | ----- |
| 1923 |       | 9-й американский конгресс | 6 | 2 | 5 | 8½ из 13  | 5     |